# Комон-сюр-Дюранс
Комо́н-сюр-Дюра́нс (фр. Caumont-sur-Durance, окс. Caumont de Durença) — коммуна во французском департаменте Воклюз региона Прованс — Альпы — Лазурный Берег. Относится к кантону Кавайон.

## Географическое положение
Комон-сюр-Дюранс расположен в 13 км к юго-востоку от Авиньона. Соседние коммуны: Шатонёф-де-Гадань на севере, Ле-Тор на северо-востоке, Ле-Виньер на востоке, Кабанн на юге, Нов на юго-западе, Шаторенар на западе, Монфаве и Морьер-лез-Авиньон на северо-западе.
Коммуна стоит на берегу Дюранса. Через неё проходит ирригационный канал Сен-Жюльян, который способствует развитию сельского хозяйства в регионе.

## История
Здесь погиб юный герой Французской революционной армии Агриколь Виала (1780—1793).

## Демография
Население коммуны на 2010 год составляло 4635 человек.
| 1962 | 1968 | 1975 | 1982 | 1990 | 1999 | 2010 |
| ---- | ---- | ---- | ---- | ---- | ---- | ---- |
| 1487 | 1637 | 1951 | 2598 | 3717 | 4253 | 4635 |

## Достопримечательности
- Руины крепостных сооружений XIV века, башни и ворота.
- Часовня Сен-Симфорьян в провансальско-романском стиле, XII век. Памятник истории.
- Мемориал Круа-Сен-Жак.
- Шартрёз де Бонпас, основан в середине XII века. Ныне здесь производится вино.
- Следы галло-романской культуры.

## Галерея

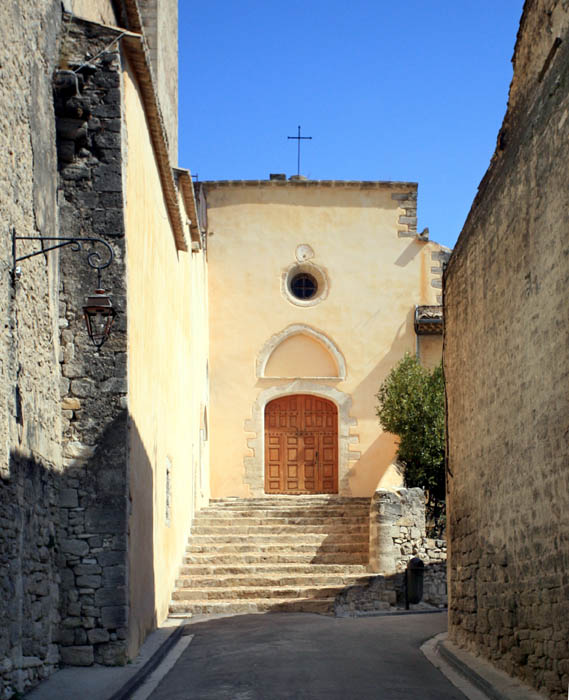
Вход в часовню белых петинциеров.
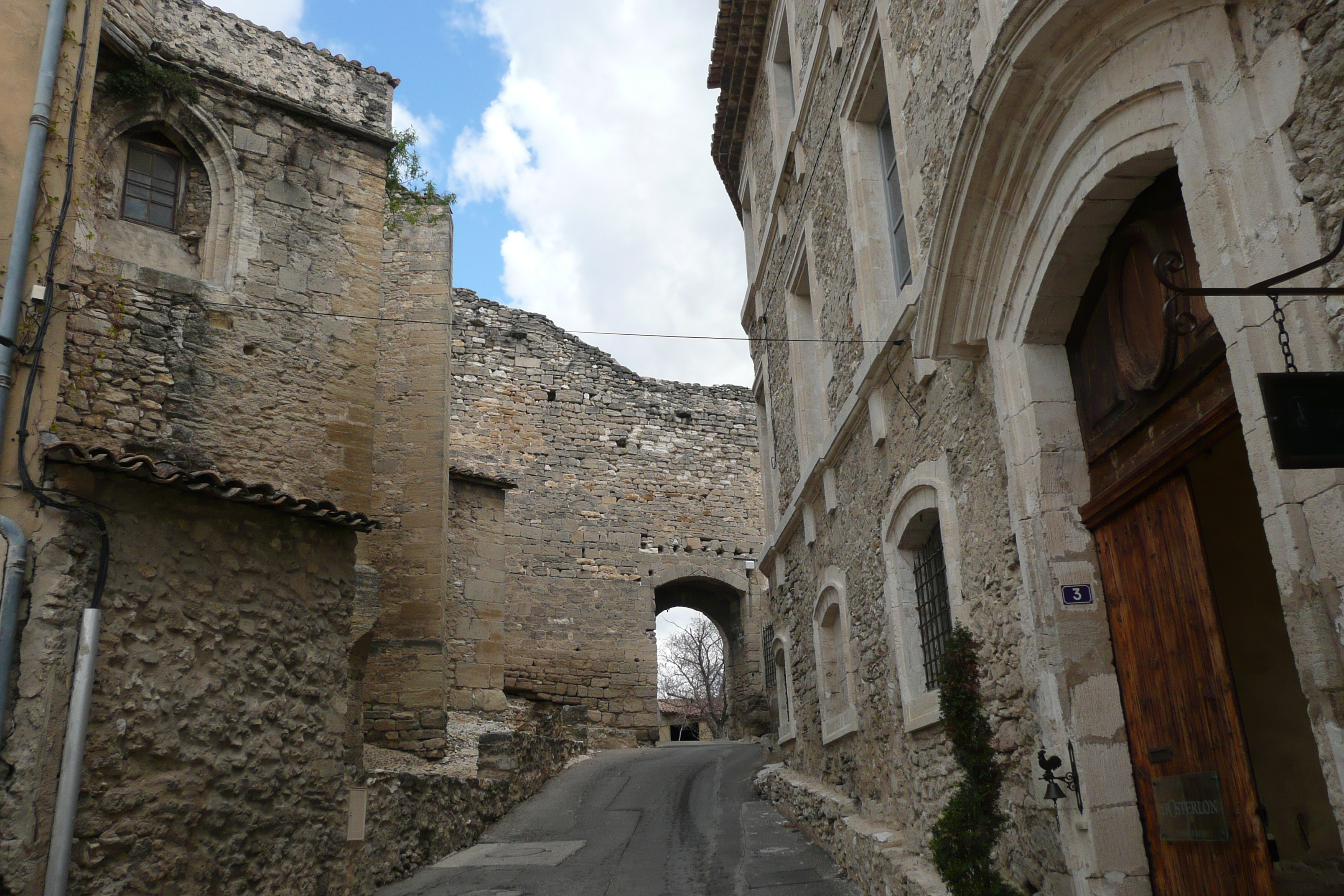
Руины крепостных сооружений XIV века.
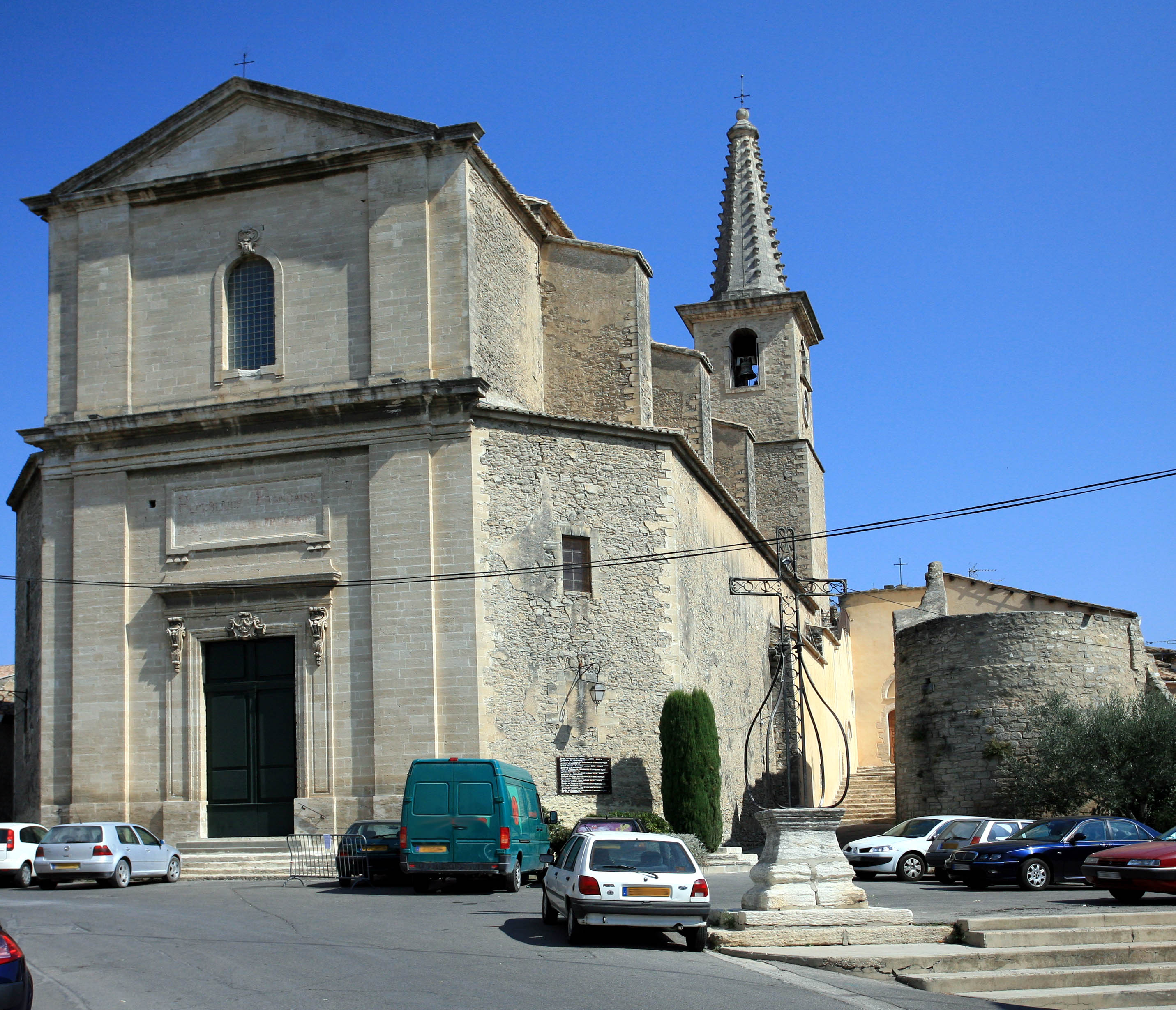
Церковь в Комон-сюр-Дюранс.
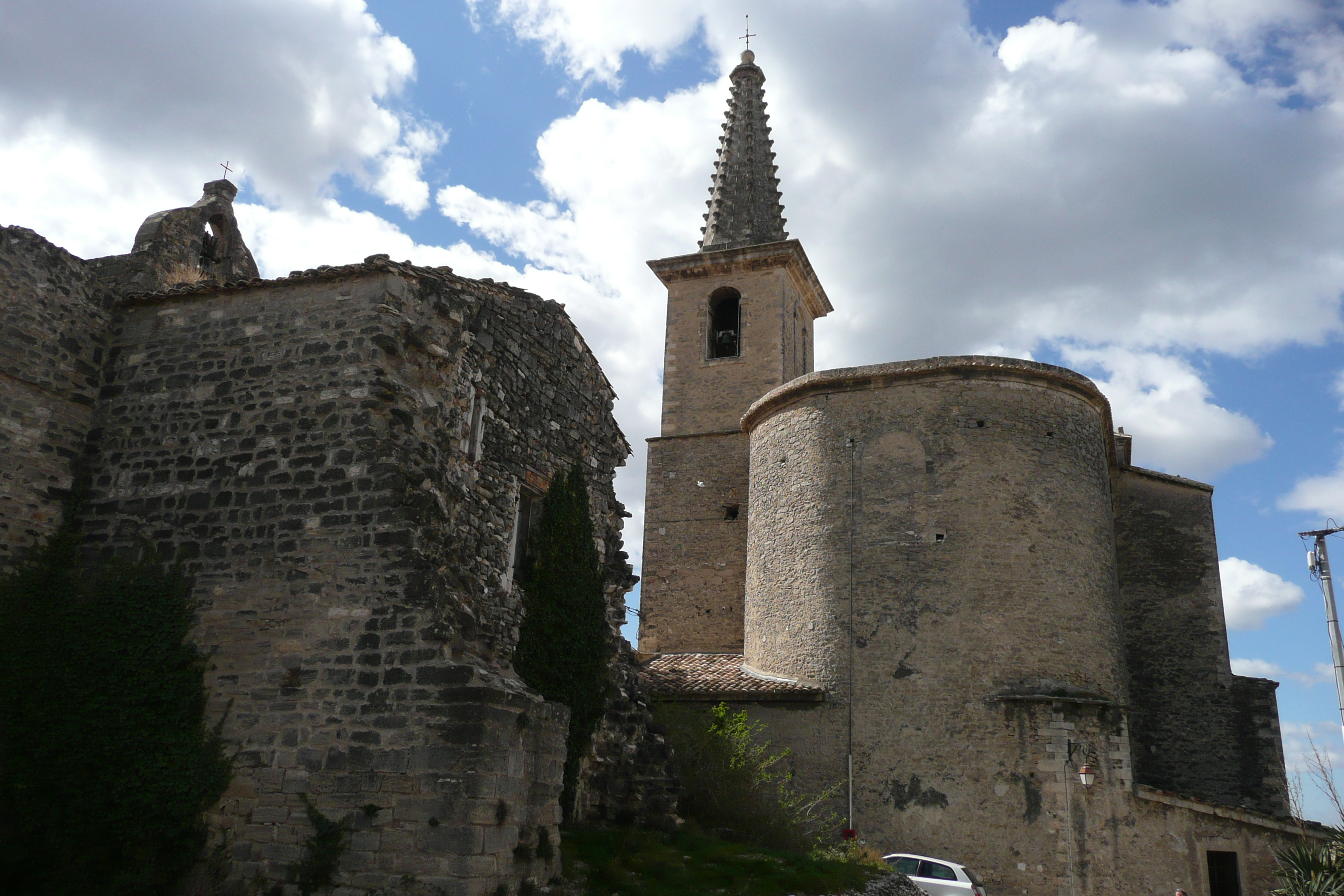
Церковь в Комон-сюр-Дюранс, вид с юга.
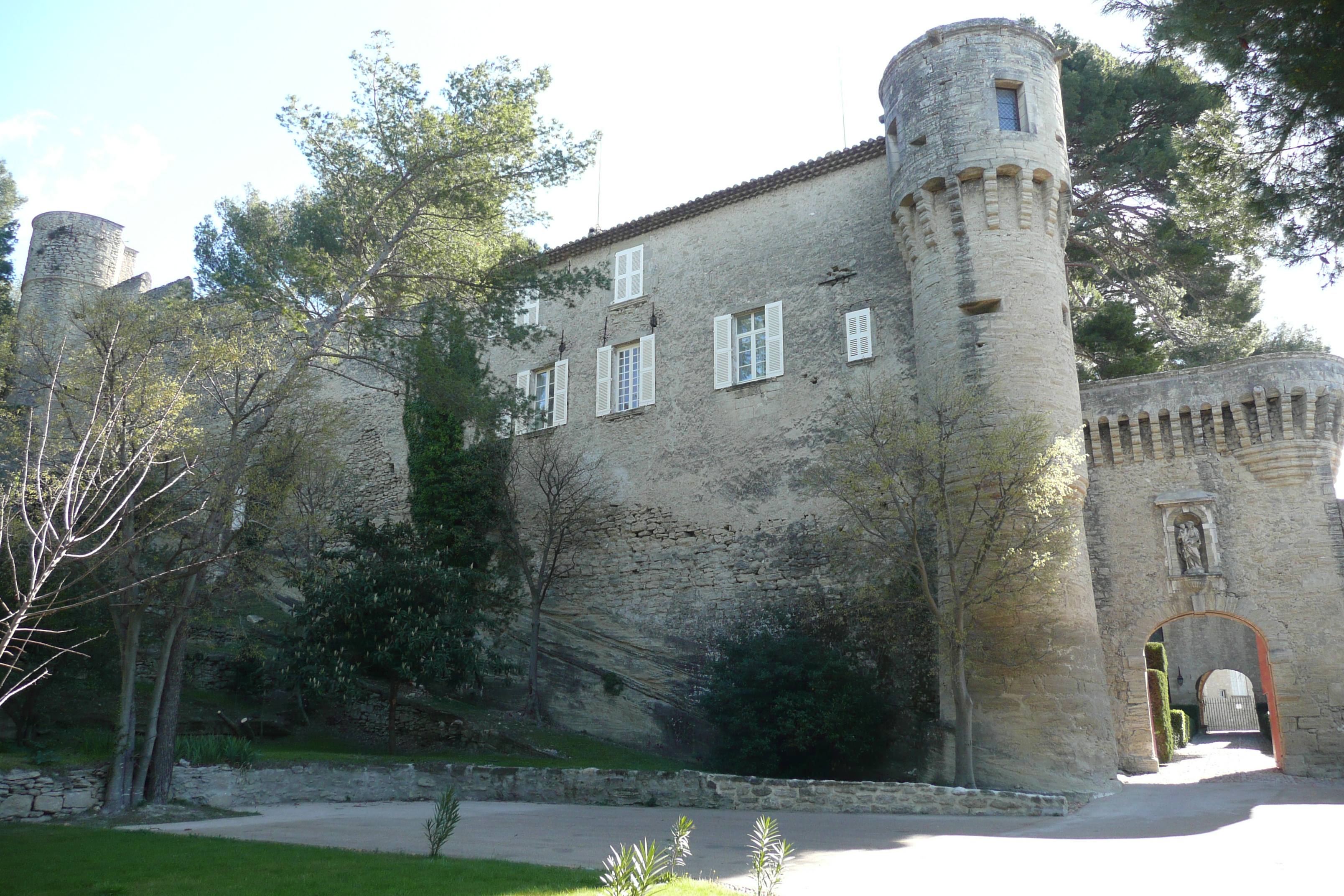
Шартрёз де Бонпас.

## Известные уроженцы
- Адольф Дюма (фр. Adolphe Dumas; 1805—1861) — французский поэт и драматург.